# Friedrich Ritzendorfer
Friedrich Ritzendorfer (* Wels; † 1. Februar 1346) war Abt des Stiftes Kremsmünster von 1325 bis 1346.

## Leben
Abt Friedrich II. stammte aus dem Geschlecht der Ritzendorfer und war von Wels gebürtig. Von einem Indulgenzbrief des Passauer Weihbischofs Theoderich weiß man, dass er schon am 28. Juni 1325 Abt des Stiftes Kremsmünster war. 
Durch wirtschaftliches Geschick gelang es dem jungen Abt, die für jene Zeit beträchtliche Schuldenlast von 2025 Pfund zu tilgen und die verpfändeten Stiftsgüter wieder einzulösen. 
Bald nach seinem Antritt kam Abt Friedrich durch Unruhen in Bedrängnis, welche der jüngste Sohn Albrechts I. nämlich Herzog Otto anzettelte, als er die Teilung des Erbes forderte. Von ihm bekam er 1327 in Linz mittels einer seltenen und merkwürdigen Urkunde die Mautbefreiung aller Viktualien für das Kloster. Im selben Jahr wurde er neben einigen anderen Prälaten von Papst Johannes XXII. zum Exekutor einer Bulle ernannt, die es Erzbischof Friedrich III. von Salzburg gestattete, einen Beitrag von allen Kirchen in seinem Erzsprengel einzuheben. Im Jahre 1332 erteilte Papst Johannes XXII. dem Abt zwei Breven, wodurch Abt Friedrich die Absolution seiner Mönche für schwerere Vergehen zugestanden wurde. In seine Amtszeit fielen auch mehrere Schenkungen an das Stift sowie der Kauf einiger Höfe und Weinberge.
Abt Friedrich hat sein Amt 20 Jahre mit großem Nutzen für das Stift bekleidet und starb am 1. Februar 1346.